# Alicia Perea Caveda
Alicia Perea Caveda (Madrid, 19 de septiembre de 1947)  es una arqueóloga española pionera en la arqueometalurgia.

## Biografía
Alicia Perea desde 1989 es Doctora por la Universidad Complutense de Madrid especialista en el campo de la arqueometalurgia y concretamente en el estudio del oro antiguo. Para ella la herramienta más precisa para conocer el alcance de las cambios producidos en el pasado es la arqueometría. En 2007 creó el Laboratorio de Microscopía Electrónica y Microanálisis (MicroLab) dentro de los laboratorios de Arqueología del Instituto de Historia del CSIC apoyando así la comprensión de los datos los arqueométricos en términos históricos y sociales.
Su trayectoria laboral comenzó en el Consejo Superior de Investigaciones Científicas primero como científica y más tarde como investigadora en el Instituto de Historia del Centro de Ciencias Humanas y Sociales del CSIC investigando allí hasta 2018 que fue cuando se jubiló.
En 1991 como Ayudante de Archivos, Bibliotecas y Museos, sección Museos, en Museo Arqueológico Nacional en el Archivo fotográfico se ocupó del Archivo de imágenes en distintos soportes que conserva el MAN. Continuando a su vez realizando el análisis sobre piezas de colecciones de orfebrería prehistórica que incluyó en su tesis doctoral: el tesoro de la Aliseda, o los candelabros de Lebrija, los platos de Abengibre y el tesoro de Guarrazar. En 2019 Alicia Perea fue la primera mujer nombrada Dama Visigoda de las XII Jornadas Visigodas de Guadamur, que conmemoraban el descubrimiento en 1858 del Tesoro de Guarrazar, reconociendo con este nombramiento su aportación a la difusión del tesoro de Gurrazar con el libro: Perea Caveda, Alicia (2001). El tesoro visigodo de Guarrazar. Consejo Superior de Investigaciones Cientificas. ISBN 9788400077327. 

### Publicaciones destacadas
Ha editado dos cuentos sobre el mundo ibérico: 
- Perea Caveda, Alicia (1999). MEMORIA DE IBERIA: Cuentos, relatos e historias sobre el mundo de los Iberos. Kalamo Libros. ISBN 9788486547493.
- Perea Caveda, Alicia (2007). Seres soñados. Ediciones Polifemo. p. 240. ISBN 9788496813090.[7]

Entre sus publicaciones figuran:
- Biografías de escondrijos y tesoros prehistóricos en la península ibérica, Alicia Perea Y acumularon tesoros: mil años de historia en nuestras tierras : Valencia, Murcia, Castellón, Alicante, Barcelona, 2001-2002, 2001, págs. 15-28
- Los tiempos de los quimbayas. Aproximación a un modelo bayesiano de dataciones absolutas, Alicia Perea, Alessandro Zucchiatti, Aurelio Climent Font, Verónica Balsera Nieto. El Tesoro Quimbaya, 2016, págs. 203-210[8]

- Piezas singulares de orfebrería gaditana en el Museo Arqueológico Nacional, Alicia Perea, Boletín del Museo Arqueológico Nacional,  2341-3409, Tomo 3, N.º 1, 1985, págs. 37-42

## Premios y reconocimientos
En 2019 fue nombrada Dama Visigoda de Honor como premio por la divulgación del Tesoro de Guarrazar